# Świdry (Pisz)
Pour les articles homonymes, voir Świdry.
Świdry est un village polonais de la gmina de Biała Piska, dans le powiat de Pisz, voïvodie de Varmie-Mazurie, au nord-est du pays.
Sa population est d'environ 310 habitants.